# Pánfilo Lacson
Pánfilo "Ping" Lacson y Morena (Imus, Cavite, 1 de junio de 1948) es un político y jubilado director general de la Policía filipina.

## Biografía

### Formación
En su trayectoria académica y profesional, culminó sus estudios en la Escuela Primaria de Bayang Luma y finalizó la secundaria en el Instituto Imus. Antes de que él entre en la PMA de 1967, asumió en el AB de Filosofía en un Liceo.

### Policía
Luego se unió integrándose a la Policía Nacional de Filipinas que trabajo entre 1986 y 1988, en la lucha contra el crimen. Se convirtió en el comandante provincial de Isabela hasta 1989. Ese mismo año, se convirtió en el director provincial de Laguna que mantuvo el cargo hasta julio de 1992.

### Vida política
Fue senador legislativo y además colaboró para la reforma de la Policía Nacional Filipina. Obtuvo la confianza de los empresarios y los inversores extranjeros con la cooperación del público en general cuando inició una coordinación más estrecha con otros organismos encargados de hacer cumplir la ley, como en la lucha contra el tráfico de estupefacientes a través de la oferta y la demanda de reducción de la constricción. Como senador en su país, ha recompensado con un escaño en el Senado en el mes de mayo de 2001, tras las elecciones por su excelente desempeño como servidor público.  
Como legislador, ha aprendido rápido y con certeza sobre las grandes luchas a servicio del pueblo filipino con patriotismo. Además fue el principal autor de la Lucha contra el Blanqueo de Dinero aplicada bajo la Ley de Control de 2001.